# Řád Vítězného února
Řád Vítězného února bylo vysoké československé státní vyznamenání udělované v letech 1973–1989 za mimořádné zásluhy o komunistické dělnické hnutí a socialistickou výstavbu Československé socialistické republiky. Řád obdrželo přibližně 1 000 lidí, ale i některé státní společnosti. Prvními dekorovanými byli v roce 1973 vrcholní představitelé normalizačního režimu.
První udílení tohoto řádu bylo provedeno dne 20. února 1973 na Pražském hradě. 

## Seznam prvních dekorovaných
1. Gustáv Husák, generální tajemník ÚV KSČ a člen předsednictva ÚV KSČ
2. Ludvík Svoboda, prezident republiky a člen předsednictva ÚV KSČ
3. Vasil Biľak, člen předsednictva a tajemník ÚV KSČ
4. Peter Colotka, místopředseda vlády ČSSR a předseda vlády Slovenské socialistické republiky
5. Karel Hoffman, člen předsednictva ÚV KSČ a předseda Ústřední rady ČS ROH
6. Alois Indra, předseda Federálního shromáždění ČSSR a člen předsednictva ÚV KSČ
7. Antonín Kapek, člen předsednictva ÚV KSČ a vedoucí tajemník Městského výboru KSČ v Praze
8. Josef Kempný, člen předsednictva a tajemník ÚV KSČ
9. Josef Korčák, československý politik
10. Josef Lenárt, československý politik, československý premiér v letech 1963–1968

## Další vyznamenaní
- 1978 Jiřina Švorcová

Další oceněné naleznete v seznamu nositelů Řádu Vítězného února (kategorie).